# Herb powiatu kolskiego
Herb powiatu kolskiego – jeden z symboli powiatu kolskiego, ustanowiony 26 czerwca 2002.

## Wygląd i symbolika
Herb przedstawia na tarczy w polu czerwonym orła białego (określanego jako „wielkopolski”, pochodzący z herbu Przemysła II), siedzącego na złotym kole i flankowanego przez dwie srebrne róże. Koło na którym siedzi orzeł zostało zapożyczone z herbu Koła, a srebrne róże z herbu Poraj, z którym związany był z patronem Ziemi Kolskiej: Bogumiłem z Dobrowa.